# Somerville (Nova Jersey)
Somerville és una població dels Estats Units a l'estat de Nova Jersey. Segons el cens del 2006 tenia 12.550 habitants.

## Demografia
Segons el cens del 2000, Somerville tenia 12.423 habitants, 4.743 habitatges, i 2.893 famílies. La densitat de població era de 2.032,4 habitants/km².
Dels 4.743 habitatges en un 28,6% hi vivien nens de menys de 18 anys, en un 44,5% hi vivien parelles casades, en un 11,9% dones solteres, i en un 39% no eren unitats familiars. En el 31,4% dels habitatges hi vivien persones soles l'11,2% de les quals corresponia a persones de 65 anys o més que vivien soles. El nombre mitjà de persones vivint en cada habitatge era de 2,49 i el nombre mitjà de persones que vivien en cada família era de 3,15.
Per edats la població es repartia de la següent manera: un 21,9% tenia menys de 18 anys, un 9% entre 18 i 24, un 35,8% entre 25 i 44, un 19,3% de 45 a 60 i un 14% 65 anys o més.
L'edat mediana era de 36 anys. Per cada 100 dones de 18 o més anys hi havia 99,1 homes.
La renda mediana per habitatge era de 51.237 $ i la renda mediana per família de 60.422 $. Els homes tenien una renda mediana de 40.585 $ mentre que les dones 32.697 $. La renda per capita de la població era de 23.310 $. Aproximadament el 4,8% de les famílies i el 7,7% de la població estaven per davall del llindar de pobresa.

## Poblacions més properes
El següent diagrama mostra les poblacions més properes.

## Personatges notables
- Lee Van Cleef. Actor de westerns.